# Ângela Maria Favi
Ângela Maria Favi (Araçatuba, ? de ? — Araçatuba, 2004)  foi uma miss brasileira. Foi a segunda colocada no Miss Brasil 1972 representando o Estado de São Paulo.
É a segunda mulher desse estado a conquistar o título de Miss Brasil Mundo; a primeira foi Sônia Yara Guerra, segunda colocada no Miss Brasil 1970. O concurso foi realizado na cidade do Rio de Janeiro.
No Miss Mundo, realizado em Londres, Reino Unido, não conseguiu classificação.
Foi a primeira vez desde o início da década de 1970 que uma representante brasileira não ficou entre as finalistas.
Ângela morreu em junho de 2004, vítima de câncer, em sua cidade natal. Deixou dois filhos Karina Favi Fogolin e Hélio Fogolin Junior.